# رون ويلش
رون ويلش (بالإنجليزية: Ron Welch)‏ هو عسكري أمريكي، ولد في 9 يناير 1960 في نيو لندن في الولايات المتحدة.